# 옹진반도 전투

옹진반도 전투(甕津半島戰鬪)는 1950년 한국 전쟁 당시 독립 제17연대(연대장 대령 백인엽)가 전차 1개 중대로 증강된 조선인민군 제 6사단 14연대와 38경비 제 3여단과 맞서 치른 방어전투이다.
독립 제17연대는 45km에 달하는 광정면방어(廣正面防禦;extended defence)에 제2대대(옹진 북방)와 제1대대(강령 북방)를 배치하고 제3대대를 예비로 한 전형적인 방어형태로 임무를 수행하고 있었다.
조선인민군은 6월 25일 04:00부터 30분 동안 전에 없던 치열한 공격준비사격을 국군 방어지대에 집중한 후, 기병대(전쟁 초기에 운용)를 앞세운 조선인민군은 태탄군~옹진군 접근로를 따라 공격하고, 전차를 선두로 한 주공은 벽성~강령 축선을 따라 공격하였다.
조선인민군의 기습으로 악전고투하던 국군은 좌전방의 제 2대대장이 전사한 지 얼마 후에 옹진지구의 주저항선이 돌파되었다. 이에 국군은 지체하지 않고 예비대(제3대대)를 투입, 역습에 성공하였으나 우전방부대 또한 철수할 수밖에 없는 지경에 처하게 되었다. 이렇듯 승세를 이용한 인민군은 국군이 재편성할 시간적 여유를 주지 않고 벽성과 강령을 점령하였다. 이렇게 하여 아군의 작전지역은 동서로 양분되고 말았다.
이로 말미암아 옹진반도를 지탱할 수 없게 된 독립 제17연대는 연대본부와 직할대원부대 포함) 및 제 3대대는 지연전을 펼치면서 부포항으로 철수하여 6월 26일 오전에 해군함정편으로 해상철수를 개시, 인천으로 이동하였다.
옹진반도에서 완강한 저항을 계속하던 국군 제2대대는 역습에 성공하였지만 전황이 급변함에 따라 제1대대와 직할대 및 지원부대의 낙오병력을 수습하면서 사곶항으로 철수하여 민간 선박을 이용, 군산으로 이동하였다.

## 작전지역의 특징
북위 38도 분계선 서쪽 끝에 위치한 옹진반도는 멸악산맥의 여맥으로 이어진 반도이다. 이 지역은 동·서·남쪽의 3면이 바다로 둘러싸여 있고 38선과 해주만으로 육로가 차단되어 있었다.
지역 중앙부에 국사봉이 우뚝 솟아 그 지맥이 사방으로 뻗어 지역 내를 감제하고 있다. 그 중에서도 특히 두락산과 까치산(일명 작오산) 주변에서는 1949년에 북한군의 38도선 침범으로 비롯된 치열한 전투가 세 차례나 반복되기도 했었다.
지역 내의 취야와 태탄에는 인민군의 보급시설이 위치하고 있었으며, 특히 취야는 강령~양원 도로의 분기점인 동시에 해주~옹진철도가 통과하는 교통의 중심지였다.
옹진반도의 남동쪽 끝에 있는 부포항은 국군의 유일한 후방지원의 관문이었다. 그러나 부포항은 간만의 차가 심하여 대형 선박은 하루에 두 번밖에 접안할 수 없었다.

## 조선인민군 상황
조선인민군은 1947년 7월 이후부터 옹진반도 서쪽 끝에서 배천까지를 38경비 제 3여단(여단장 소장 최현)이 담당하고 있었는데, 이 여단은 4개 대대를 38도선에 배치하고 1개 대대를 여단사령부가 위치한 죽천에 집결 보유하고 있었다.
그러던 중 이 여단은 6월 21일에 3개 대대를 옥동 부근으로 이동시켰다. 다음날 밤에는 제 203전차연대로부터 1개 전차중대를 배속 받은 북한군 제 6사단 14연대가 취야로 이동하여 공격준비를 갖추었다.
이보다 앞서 6월 18일에는 38선에 전개한 각 사단과 38경비여단에 다음과 같은 내용의 조선인민군 총참모장 정찰명령 제1호가 하달되었다.
| 조선인민군 총참모장 정찰명령 제 1호 |
| 수신: 38경비 제 3여단 참모장 |
| 제목: 조선인민군 총참모장의 정찰명령 제 1호(1950. 6. 18) |
| 1.증강된 적 제 17연대는 옹진반도 일대에서 방어진지를 점령하고 있다. 또한 연안방면에는 제 12연대 예하 1개 대대가 방어하고 있으며, 방어지역 전단은 38도선상의 고지군을 연결한 선으로 형성되어 있다. 요새화된 방어진지의 위치와 주저항선의 위치는 이미 알려진 바와 같다. 2. 공격준비기간과 포병의 공격준비사격이 실시되는 동안 관측활동을 강화하여 다음 사항들을 탐지하라. 가. 적 주저항선의 화기 및 탄약보급상태와 화력운용체계, 병력규모와 배치상태. 나. 적 장갑차의 집결지역과 예상되는 공격방향. 다. 공격개시와 동시에 관측활동을 강화하여 다음 사항들을 탐지하라. ①적은 언제, 어디서, 어떤 부대를 예비대로 투입하거나 또는 투입할 준비를 하는가? ②적의 철수시기와 방향, 진지의 이동, 역습준비를 위한 철수부대의 집결지의 위치 ③적을 철수시키거나 해상지원을 위하여 예상되는 적 함대의 출현 3. 일일 정보요약 보고는 매일 17:00까지 전보, 무전 또는 전화로 최고사령부 정찰국 에 보고하라. 또한 각종 보고서, 노획문서 및 포로 심문 보고서 등은 매일 08:00와 20:00에 우편으로 송달되어야 한다. 인민군 총참모장 인민군 최고사령부 정찰국장 |

## 독립 제17연대의 방어태세
대한민국 육군본부는 1949년에 발생했던 옹진반도의 분쟁 상황과 지역적 특징을 감안하여 장차 예상되는 국부적 분쟁과 전면적 전쟁에 대처하기 위해 다음과 같이 방어지침을 시달하였다.
| 옹진반도의 작전형태별 방어지침 |
| -제 1호 작전: 38도선상에서 국지적인 소규모 분쟁이 발생되었을 경우에는 적에게 최대한의 손실을 내게 하면서 분계선을 고수한다. -제 2호 작전: 적이 국부적으로 38도선 이남으로 침범할 경우에는 적에게 최대한의 타격을 가하면서 증원부대가 도착할 때까지 주저항선을 지탱한다. -제 3호 작전: 적이 전면적인 남침을 전개할 경우에는 적에게 최대한의 출혈을 강요한 다음, 해군의 지원을 받아 해상으로 철수한다. |

이에 따라 제 17연대는 1950년 2월 ~ 4월간에 지역 내 주민의 적극적인 협조 하에 연인원 6만여 명을 동원하여 주진지의 유개화 공사를 마무리지었다.
그러나 지형적인 특성 때문에 종심 깊은 방어진지의 편성은 불가능하였다. 즉 38도선 남쪽의 감제고지군을 따라 구축된 방어선이 주저항선인 동시에 최후 저항선이었다.
또한 제 7야전포병대대와 공병대, 병참보급소, 야전병원, 헌병대 등이 배속되어 있었으며, 냉정리에는 경비행장이 설치되어 있었다.
| 독립 제 17연대의 배치상황 |
| 연대본부: 탄지말(옹진 북쪽 2km 지점) 좌전방, 제 1대대: 두락산~호동 간 13.5km 우전방, 제 3대대: 호동~초동 간 17.8km 연대예비, 제 2대대: 탄지말에 집결 주둔 지원부대: 탄지말 옹진 냉정리에 분산 주둔 |

이처럼 제 17연대의 방어배치는 북한군의 전면적인 남침이 없을 것이라는 전제 아래 국부적 분쟁에 대비, 태탄~옹진 접근로 방어에 중점을 두고 있었다. 따라서 대국적 견지에서 볼 때 전술적으로 중요한 취야~강령, 양원~부포 축선의 방어태세는 약화되어 북한군의 일격으로 방어지역이 양단될 취약점을 지니고 있었다.
6월 24일 제 17연대는 육군본부로부터 휴가, 외출을 실시하라는 지시를 받았으나 이를 이행하지 않고 오히려 경계태세를 강화시켰다.
이는 곧 2~3일 전부터 조선인민군의 공격 태세에 대비하기 위한 조치였다. 또한 연대장은 제3대대에 M3 곡사포 1개 중대와 57mm 대전차포 1개 소대를 24일부로 배속하고 예하 각급 부대와 옹진경찰서에 출동태세를 갖추고 대기하도록 지시하였다.

## 발발과 전개과정
6월 24일 방어태세 강화를 진행하던 국군 병사들은 이날따라 한밤중까지 계속된 조선인민군의 대남방송에 장시간 경계를 지속한다.
한국 전쟁이 시작된 1950년 6월 25일 옹진반도 일원에는 이른 아침부터 짙은 안개가 끼어 있었는데, 04:00쯤 돌연 붉은 신호탄이 새벽하늘에 포물선을 그리면서 피어올랐다.
이를 신호로 조선인민군은 38선 북쪽에서 각종 포의 포문을 열고 국군 방어지역을 강타하기 시작하였다. 그것은 조선인민군의 공격준비사격이었고 30분 후에는 사격이 연신되면서 약 1개 대대 규모로 추산되는 인민군이 제1대대의 주저항선으로 밀어닥쳤다.
이때 최전방에 배치된 국군 소속 2개 중대는 백병전을 치르면서 싸웠으나 우세한 조선인민군에게 압도당한 데다가 기선을 장악한 북한군이 후속부대를 계속 투입하여 철수하게 된다.
조선인민군의 공격준비사격으로 모든 유선망이 절단되고 무선마저 두절된 상태에서 철수병력으로부터 상황을 확인한 제1대대장은 즉시 예비대를 투입하였으나 실패하였고 대대장 김희태 소령은 포탄에 맞아 전사하였다.
이 무렵 우전방의 제3대대 또한 주저항선에서 철수를 개시하여 치마산 ~ 석계리 선에서 방어진지를 급편중에 있어 강령과 양원이 위협받게 되었다. 그럼에도 불구하고 연대장은 하나밖에 없는 연대 예비대로 하여금 좌전방대대의 주저항선을 회복하도록 조치하였다.
연대장의 역습명령을 받은 제2대대장(소령 송호림)은 말제 일대에 2개 중대를 전개하여 상황추이를 살피던 중 전술행군대형으로 유유히 남하하는 북한군 1개 대대 규모를 기습사격으로 섬멸하고 공격을 개시하여 제1대대의 주저항선을 회복하였다. 그러나 이때 연대로부터 철수명령이 하달되었다.
옹진반도의 조선인민군 상황에 대해 알 길이 없던 제2대대장은 철수를 거부하고 방어태세로 전환하였으나 연대본부와 지원부대들이 강령으로 철수한 상황을 확인한 직후 제 1대대를 통합 지휘하여 냉정리 부근의 불당산으로 철수하였다. 이때에는 이미 양원과 강령이 북한군의 수중으로 떨어진 후여서 대대장은 부포로의 이동을 포기하고 사곶으로 철수하게 되었다.
한편 우일선의 제3대대 지역에서는 조선인민군의 주공인 제 14연대가 05:30까지 포사격만 계속할 뿐 공격제대는 기동하지 않았다. 그런데 국군 포병은 북한군의 공격준비사격이 개시된 지 1시간이 지난 후에야 응사하기 시작했다. 이 사태는 미 고문관이 105mm 포의 사격을 통제함으로써 일어난 것이었다.
이윽고 조선인민군은 전차와 장갑차를 앞세우고 주저항선을 돌파하였다. 대대장(소령 오익경)은 철석같이 믿고 있던 57mm 대전차포가 북한군 전차를 파괴시키지 못하자 당혹감에 갈피를 잡지 못하다가, 연대의 증원이 불가능함을 직시하고 치마산~석계리로 철수, 제 9·10중대로 지연진지를 급편하게 되었다.
치마산 기슭에 배치된 제10중대는 병사들이 전차 출현에 당황하여 조급하게 선제사격을 가한 탓으로 조선인민군의 집중 포화를 받게 되어 강령으로 분산 철수한다.
반면 석계리의 제9중대는 저수지 옆에 있는 애로에 종심 깊은 저지진지를 편성하였다. 얼마 후 북한군의 전차장들이 상반신을 노출시키고, 후속하는 보병부대들은 전술행군대형을 유지한 채 국군의 살상지대로 들어섰다. 제9중대 장병들은 북한군을 최대한으로 끌어들여 기습사격으로 공격하여 일시적으로 저지하였다.
그러나 전열을 가다듬은 북한군의 반격으로 국군에 많은 사상자가 발생되고, 더 이상 지탱할 수 없게 되자 제9중대는 강령으로 분산 철수하였다.
국군 제17 연대본부와 직할대는 주저항선이 돌파될 무렵에 이미 강령을 경유 부포항으로 철수하고 있었다. 북한군이 강령을 점령한 후 남진을 계속하고 있을 때 강령강 제방에 배치된 대전차포중대는 근거리 사격을 퍼부어 북한군 전차 3대와 장갑차 2대를 파괴한다.
한편 강령에서 낙오병을 수습한 제 3대대는 죽교리~중기동 선에 저지진지를 편성하였으며, 공병대는 북한군 전차가 우회하기 어려운 조촌교를 폭파시켰다. 그런데 이처럼 아군이 지연전을 벌이고 있는 동안 북한군은 추격하지 않았다. 후에 확인된 바에 의하면 이때 북한군 제14연대는 강령을 점령한 후 38경비 제3여단에 작전지역을 인계하고 25일 오후에 해주를 경유, 영정포로 이동할 준비를 하고 있었던 것이다.
이날(25일) 23:30에 해군 LST-801함이 부포항에 접안하였다. 독립 제17연대는 제 3대대와 지원부대를 축차적으로 철수, 승선시켰으나 탑재 불가능한 모든 장비와 물자는 소각하거나 바다 속에 밀어 넣었다. 이때 105mm 곡사포 1문만은 남겨놓았다.
연대장은 북한군이 부포항 부근까지 접근하였을 때 병력 승선이 완료된 것을 확인하고 LST-801함을 출항시키고 자신은 제 7야전포병대대장과 더불어 북한군에게 포격을 계속하다가 조각배를 타고 부포항을 떠났다.
그 후 독립 제17연대 연대장과 포병대대장은 연평도에서 해군함정을 만나 6월 28일 아침에는 인천에 상륙하여 수원으로 이동하였으며, 육군본부 명령에 따라 군예비가 된 독립 17연대는 대전 선화국민학교로 이동하여 재편성에 착수하였다.
한편 제2대대는 낙오병력을 수습하여 400여 명의 병력으로 불당산에서 재편성하였으나, 옹진에 이미 북한군의 선견대가 진출한 상황을 확인한 후 사곶항으로 철수하기 시작하였다. 대대장이 연근산 부근에 이르렀을 때 연대 정훈관인 한서한 중위로부터 “제1대대를 통합 지휘하여 사곶항으로 철수하라”는 연대장의 철수명령을 받았다.
연근산에서 다시 300여 명의 낙오병력을 수습한 제 2대대는 25일 저녁에 철수를 개시하여 2시간 후에 사곶항에 도착하였다. 이때에는 낙오병이 계속 몰려들어 1,300여 명이 되었고 경찰과 일반주민을 합쳐 해상철수 대상인원이 2,000여 명이나 되었으나 선박을 구할 수가 없었다.
북한군의 추격이 예상되는 그야말로 진퇴유곡의 긴박한 상황 하에서 동분서주하던 제2대대장은 사곶항 맞은편에 있는 용호도의 지서주임 김두의 경사의 주선으로 대성호(20톤급 기관선, 정원 90명)를 지원받아 다음날 아침까지 군인과 경찰을 실어 나르고 민간인 수송에 착수하였다.
그러나 바로 이때 사곶항 부근에 북한군의 박격포탄이 떨어지기 시작하자 하는 수 없이 수송작전을 중단하게 되었다. 용호도에서 다시 20톤급 동력선을 비롯한 대형 화물선 6척을 획득한 제2대대는 연평도를 경유, 29일에는 군산항에 상륙하여 대전에서 본대와 합류하게 되었다.

## 옹진지구 전투의 결과
제17연대는 1개 대대규모의 병력을 6월 28일 대전 선화초등학교에 집결해 정부(충청남도 도청소재)의 경호임무를 수행하는 한편, 29일 ~ 30일에는 신병 5,000명을 모집하여 흩어진 부대의 재건을 도모하기에 이르렀으나, 이 무렵에 제 1,2대대의 병력이 집결완료됨으로써 6월 30일 연대의 총 병력은 2,180명으로 81%선을 유지하고, 장비는 전사자의 장비까지 수집하였기 때문에 큰 부족함이 없었다.
그 후 전세는 계속 악화되어 7월 3일에는 한강 저지선이 무너지자, 연대는 신임 참모총장 정일권 장군의 명을 받아 1개 대대는 송호림 소령 지휘하에 정부를 계속 경호케 하고, 나머지 부대로 7월 4일 서정리로 진출하여 저지책을 강구하도록 하였다.